# Andreas Franz Wilhelm Schimper
Pour les articles homonymes, voir Schimper.
Andreas Franz Wilhelm Schimper est un botaniste français puis allemand, né le 12 mai 1856 à Strasbourg et mort le 9 septembre 1901 à Bâle.

## Biographie
Il est le fils du botaniste et paléontologue Guillaume Philippe Schimper (1808-1880). Il est professeur associé à Bonn puis professeur à Bâle. Il participe à de nombreuses expéditions scientifiques. Il est notamment l’auteur de Pflanzengeographie (1898). Il fait une œuvre pionnière dans le domaine de l’écologie végétale et met en lumière la stabilité des répartitions des végétaux.

### Travaux scientifiques
La découverte de Schimper des plastes dans la cellule végétale (1883, 1885) fait penser au botaniste que ces organites pourraient être des « microbes » à pigments chlorophylliens incorporés par un autre organisme unicellulaire, donnant ainsi les premiers éléments à l'appui de la théorie endosymbiotique.